# Ряд парагенетичний
Ряд парагенетичний (рос. ряд парагенетический, англ. paragenic series; нім. paragenetische Reihe f) - у мінералогії – ряд мінералів, який утворився внаслідок певних парагенетичних співвідношень. 
Звичайно пов’язаний з певною стадією мінералізації.